# Joseph Hermans
Joseph Hermans fue un deportista belga que compitió en tiro con arco, en la modalidad de arco recurvo. Participó en los Juegos Olímpicos de Amberes 1920, obteniendo tres medallas, dos de oro y una de bronce.

## Palmarés internacional
| Juegos Olímpicos | Juegos Olímpicos  | Juegos Olímpicos  | Juegos Olímpicos               |
| Año              | Lugar             | Medalla           | Prueba                         |
| ---------------- | ----------------- | ----------------- | ------------------------------ |
| 1920             | Amberes (Bélgica) | Medalla de oro    | Pichón fijo largo por equipo   |
| 1920             | Amberes (Bélgica) | Medalla de oro    | Pichón fijo pequeño por equipo |
| 1920             | Amberes (Bélgica) | Medalla de bronce | Pichón fijo pequeño individual |